# BMW R 32
Pour les articles homonymes, voir BMW (homonymie) et R32.
La BMW R 32 est le premier modèle de moto du constructeur allemand BMW. Produite à 3090 exemplaires de 1923 à 1926, elle inaugure l'architecture avec moteur boxer et transmission finale par arbre que BMW utilisera ensuite sans interruption jusqu'à nos jours,.

## Genèse: le moteur avant la moto
Après la fin de la Première Guerre mondiale, le traité de Versailles impose à l'Allemagne de détruire son aviation. Les industriels allemands impliqués dans l'aéronautique doivent se reconvertir. Parmi eux, la Bayerische Motoren Werke (BMW)  , un motoriste basé à Munich, décide de produire des moteurs à usage industriel. Son premier modèle, le M2B15, est un bicylindre à plat à quatre temps de 500 cm3 délivrant 6,5 ch. Initialement conçu pour être portatif, ce moteur est utilisé par plusieurs fabricants allemands de motocyclettes comme la Bayerische Flugzeugwerke (BFW) pour son modèle Helios, Victoria pour sa KR1, etc. BMW acquiert BFW en 1922 et décide de lancer des motos sous sa marque. Le premier modèle, la R 32, est présenté en 1923. 

Le moteur BMW M2B15
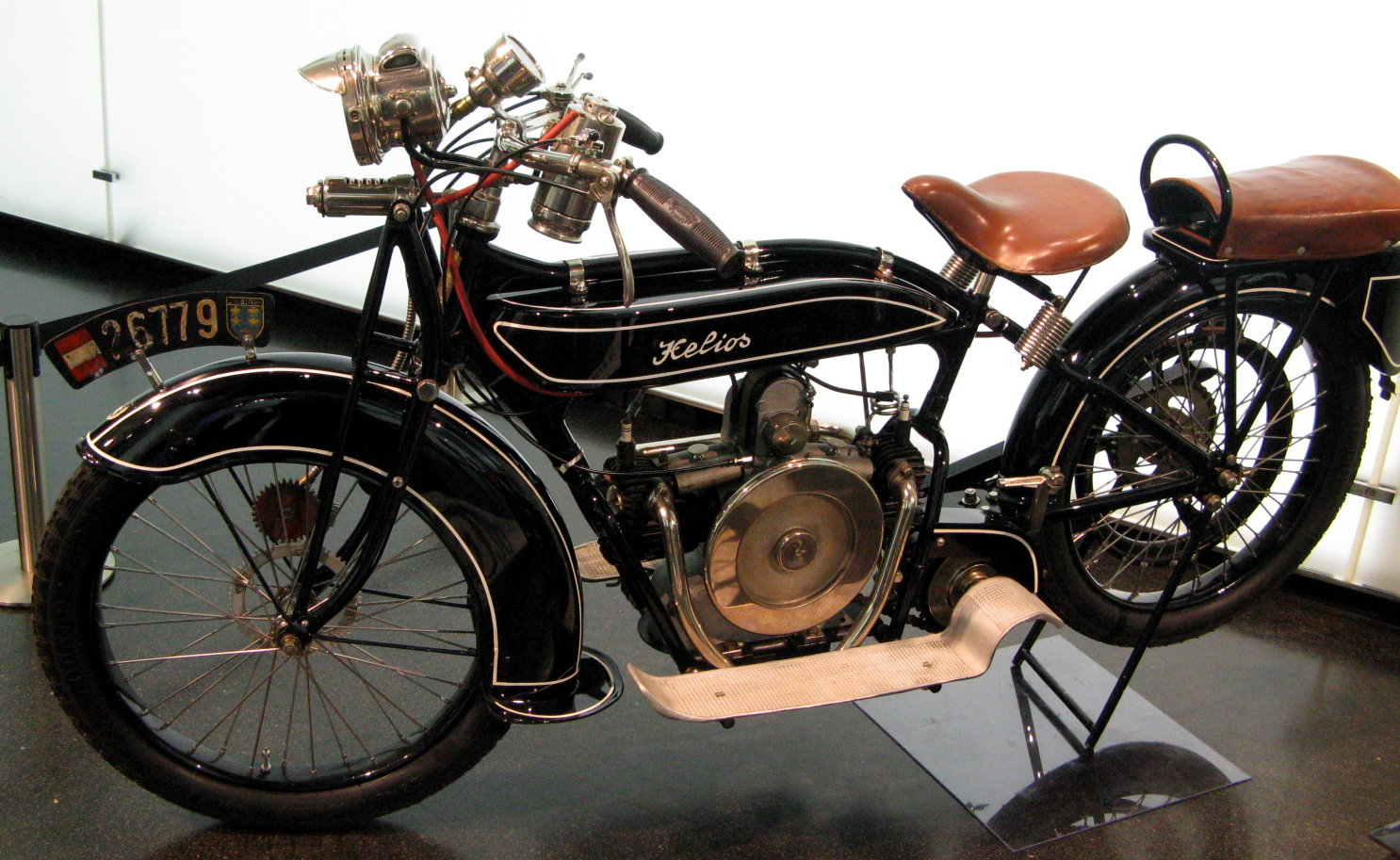
Helios à moteur BMW (1920).
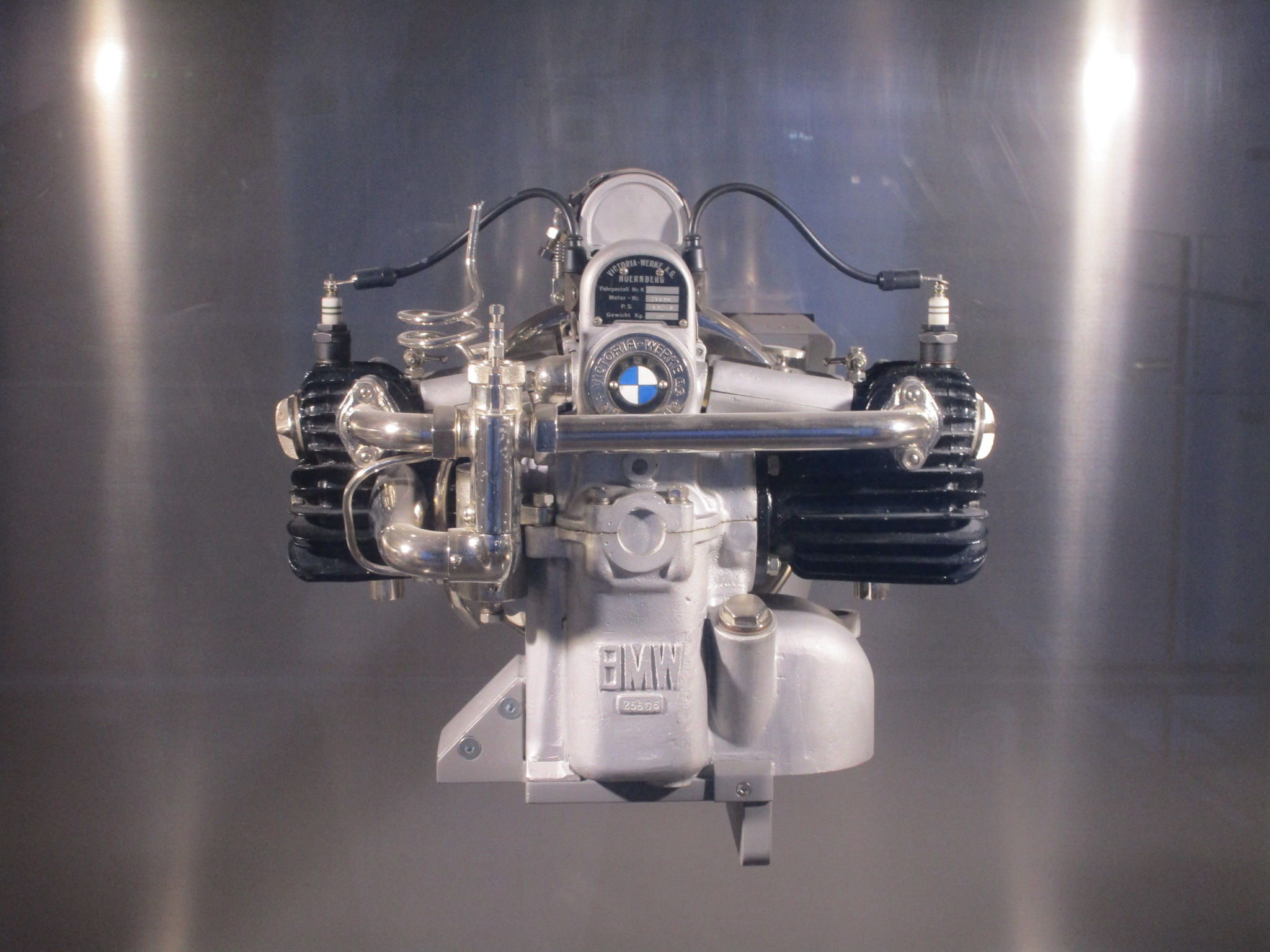
Moteur BMW M2B15 pour Victoria (1920).
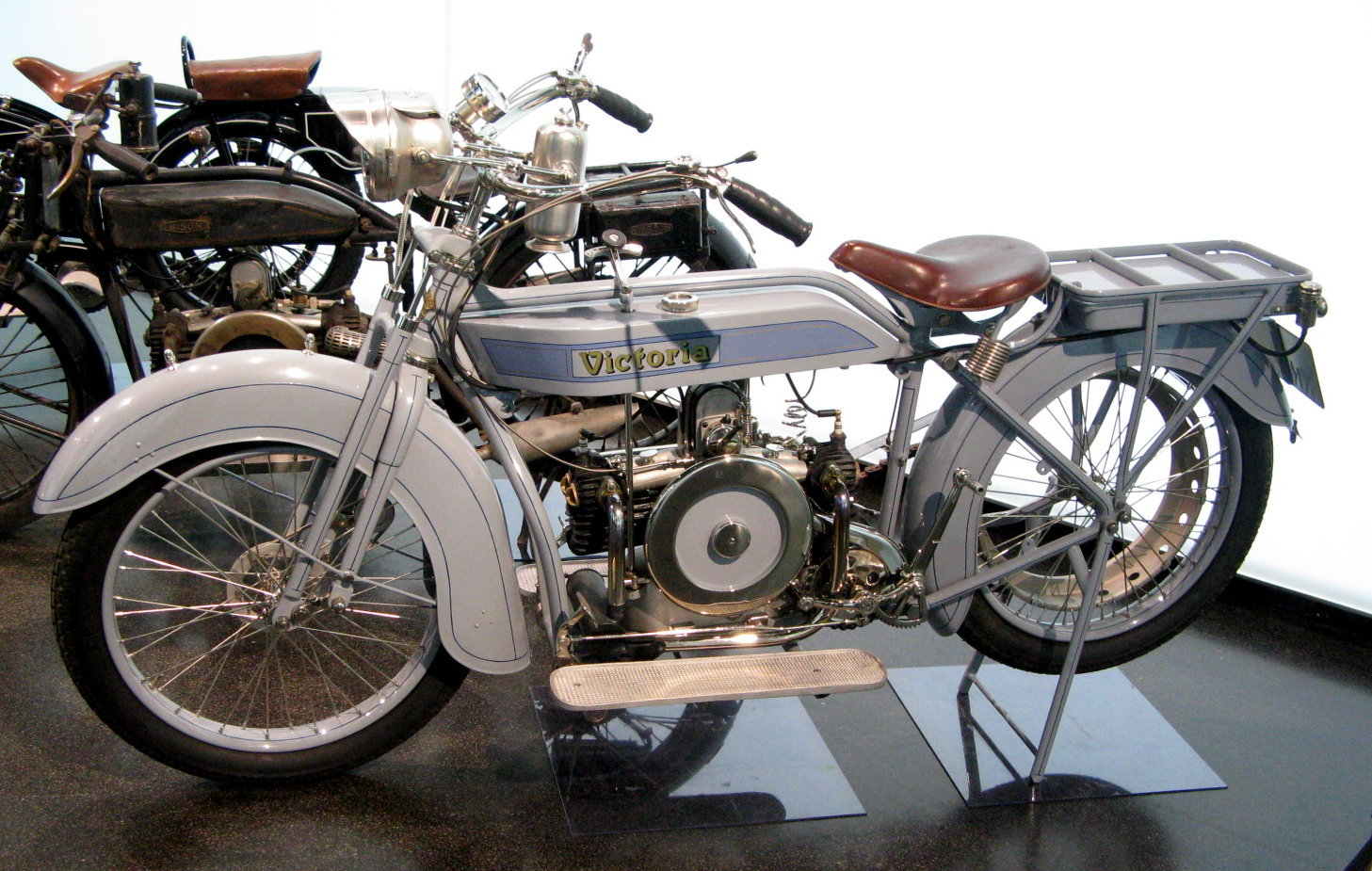
Victoria KR1 à moteur BMW (1920).

## La R 32
L'ingénieur Max Friz, qui avait réalisé le moteur M2B15 en s'inspirant de celui des motos britanniques Douglas, en dérive une nouvelle version dénommée M2B33. Mais, alors que sur les motos Helios et Victoria, les deux cylindres étaient orientés l'un vers l'avant l'autre vers l'arrière, Friz décide d'implanter ce moteur longitudinalement, disposition qui favorise le refroidissement par air et va devenir, avec la transmission finale par arbre, une caractéristique de la marque pour plusieurs décennies.
Le moteur de la R 32 est un bicylindre à plat boxer à quatre temps de 494 cm3 à soupapes latérales avec  un seul carburateur de 22 mm, carter humide, entraînement final par arbre et refroidissement à air. Il délivre une puissance de 8,5 ch, et, couplé à une boîte de vitesses à trois rapports, permet à la R 32 d'atteindre une vitesse maximum de 95 km/h.
La R 32 a un cadre rigide de tubes en double berceau, une fourche suspendue par ressorts à lames et un frein arrière à sabot. Le démarrage se fait au kick côté gauche, et la boîte est commandée par un levier côté droit du réservoir. Les modèles de 1923 et 1924 n'ont pas de frein avant. Les modèles suivants sont équipés d'un frein avant à tambour.
Présentée au salon de Berlin en septembre 1923 puis, un mois plus tard, à celui de Paris, la R 32 est remarquée pour sa conception globale et sa qualité de fabrication. Même si certains observateurs sont surpris par la disposition du moteur, dont ils craignent qu'il soit trop exposé en cas de chute, ou jugent sa puissance un peu limitée, la R 32 rencontre un succès commercial immédiat avec 1 500 exemplaires vendus en 1924.
En 1925, la R 32 est proposée à 2 200 marks, et peut être équipée, en option, d'un éclairage électrique Bosch (220 marks), d'un avertisseur sonore électrique (55 marks), d'un compteur kilométrique et de vitesse (65 marks) et d'une selle passager (70 marks).

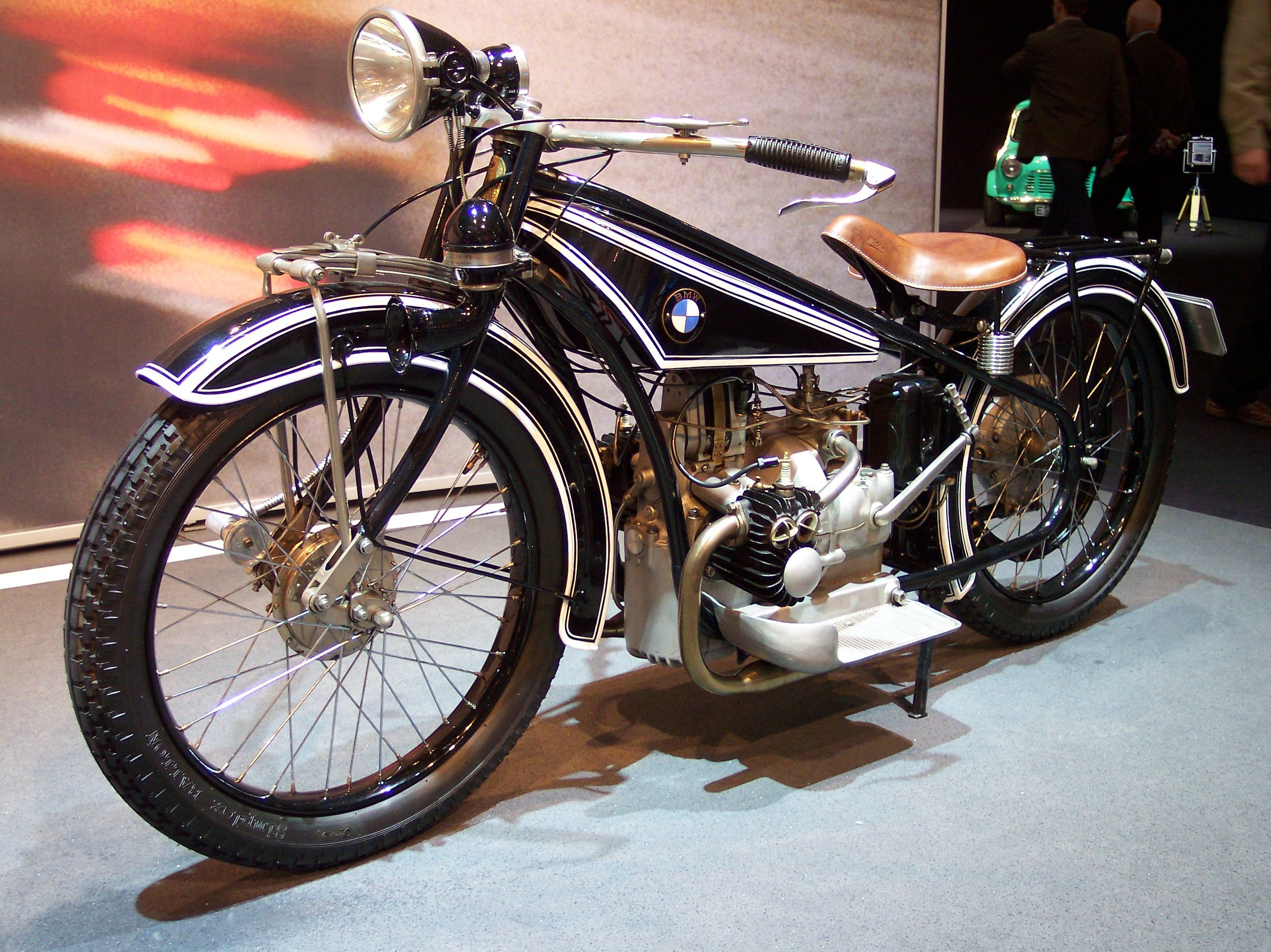
BMW R 32/1, sans frein avant (1923).
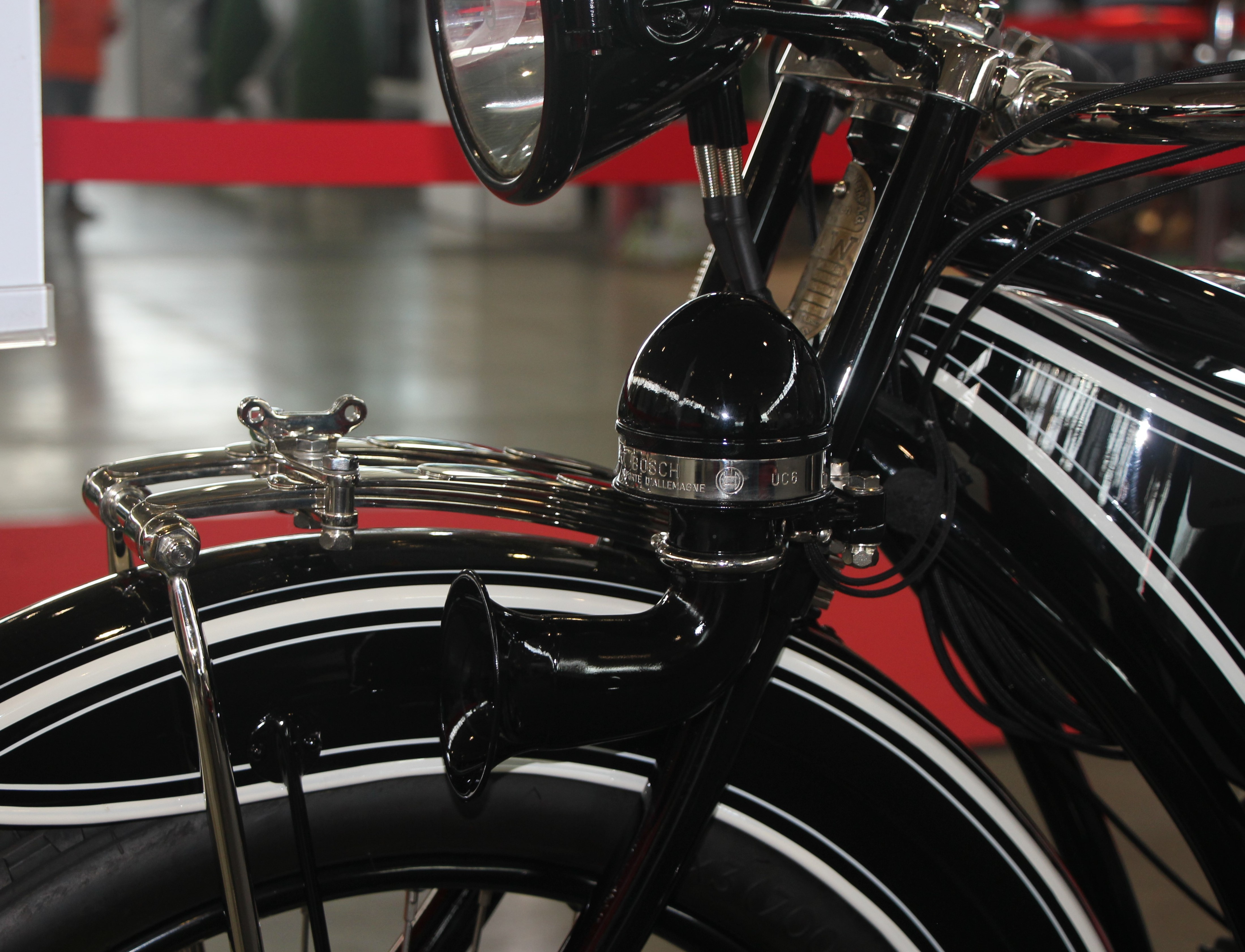
R 32 : suspension avant par ressort à lames. L'éclairage  et l'avertisseur sonore étaient des options payantes.
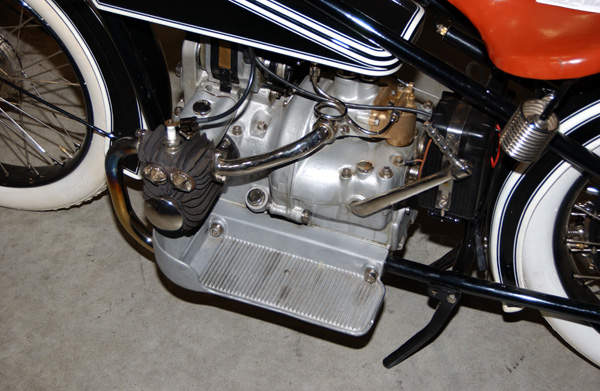
R 32 côté gauche: kick, carburateur unique, repose pieds en aluminium, soupapes latérales.
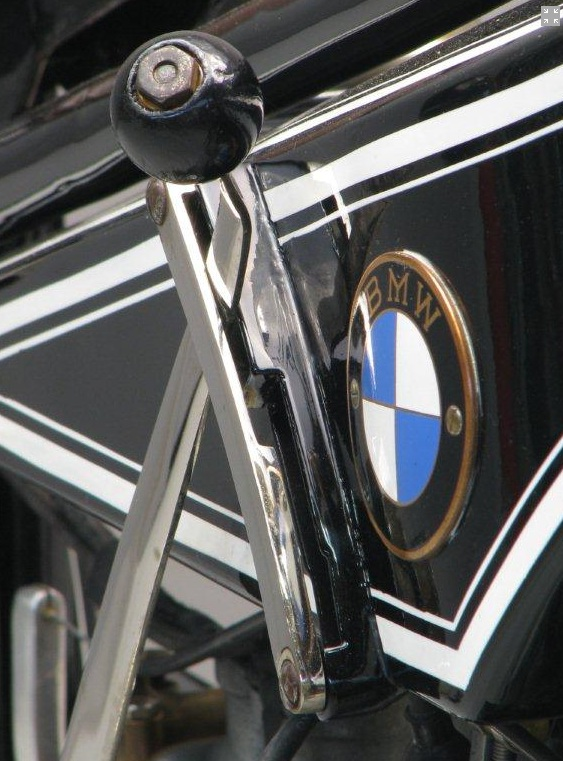
R 32 côté droit : levier de vitesses et logo.

## En compétition
Max Friz et le pilote BMW Rudolf Reich remportent avec une double victoire du 16 septembre 1923 à la course Hindelang-Oberjoch « Through Bavaria's Mountains » (Traversée des montagnes de Bavière) de l'ACM (Automobile Club Munich). Elle est présentée au public avec beaucoup de succès le 28 septembre 1923 au salon de l'automobile de Berlin, puis au Mondial de l'automobile de Paris d'octobre 1923.
La  version sport-compétition de la R 32, la R 37 de 16 ch,  remporte tous les championnats allemands catégorie 500 cm3 entre 1924 et 1929. Une version BMW WR 750 (de) de 735 cm3 suralimentée par compresseur bat cinq records de vitesse de 1929 à 1935, avec le pilote allemand Ernst Jakob Henne, avec un record ultime de 254 km/h.

## Descendance
La R 32 inaugure une très longue famille de modèles bicylindres à plat, architecture qui, régulièrement modernisée, est restée présente au catalogue de la marque sans interruption depuis 1923.
Parmi les nombreux modèles de cette famille, on peut mentionner la R 62 de 750 cm3 (1928), puis  les R12 et R17 avec fourche hydraulique (1935), les R 51 et R 71 à cadre suspendu (1938),  la R 75, qui équipa l'armée allemande durant la Seconde Guerre mondiale (1941), etc., jusqu'à la R 18 de 1 802 cm3 de 2020, . En 2023, cent ans après la naissance de la R 32, cette architecture est encore très représentée au catalogue de BMW sous forme de roadster (1200 R Nine T), de trail (R 1250 GS), de sport-GT (R 1250 RS), de routière (R 1250 RT) ou encore de custom (1800 R 18).